# Museum Patina
Das Museum Patina ist ein Automuseum in Baden-Württemberg.

## Geschichte
Das Museum wurde 2012 in Ebersbach an der Fils gegründet. Markus Paschke leitet es. Die Ausstellungsfläche beträgt etwa 1000 Quadratmeter. Vor Beginn der COVID-19-Pandemie in Deutschland war es an einem Sonntag im Monat geöffnet. Es werden Veteranentreffen am Museum veranstaltet.

## Ausstellungsgegenstände
Wie der Begriff Patina im Museumsnamen schon andeutet, sind manche der Fahrzeuge äußerlich nicht gepflegt. Einige haben eine dicke Staubschicht.
Ausgestellt sind etwa 30 Autos, 35 Motorräder, 8 Fahrräder, 5 Motoren und 2 Sonderfahrzeuge. Bekannt sind Audi 100 Coupé S, Auto Union Munga, Ford FK 1250, Mercedes-Benz R 107 und SLC, Porsche 924, VW Käfer, Typ 3 und Typ 4 sowie VW-Porsche 914.

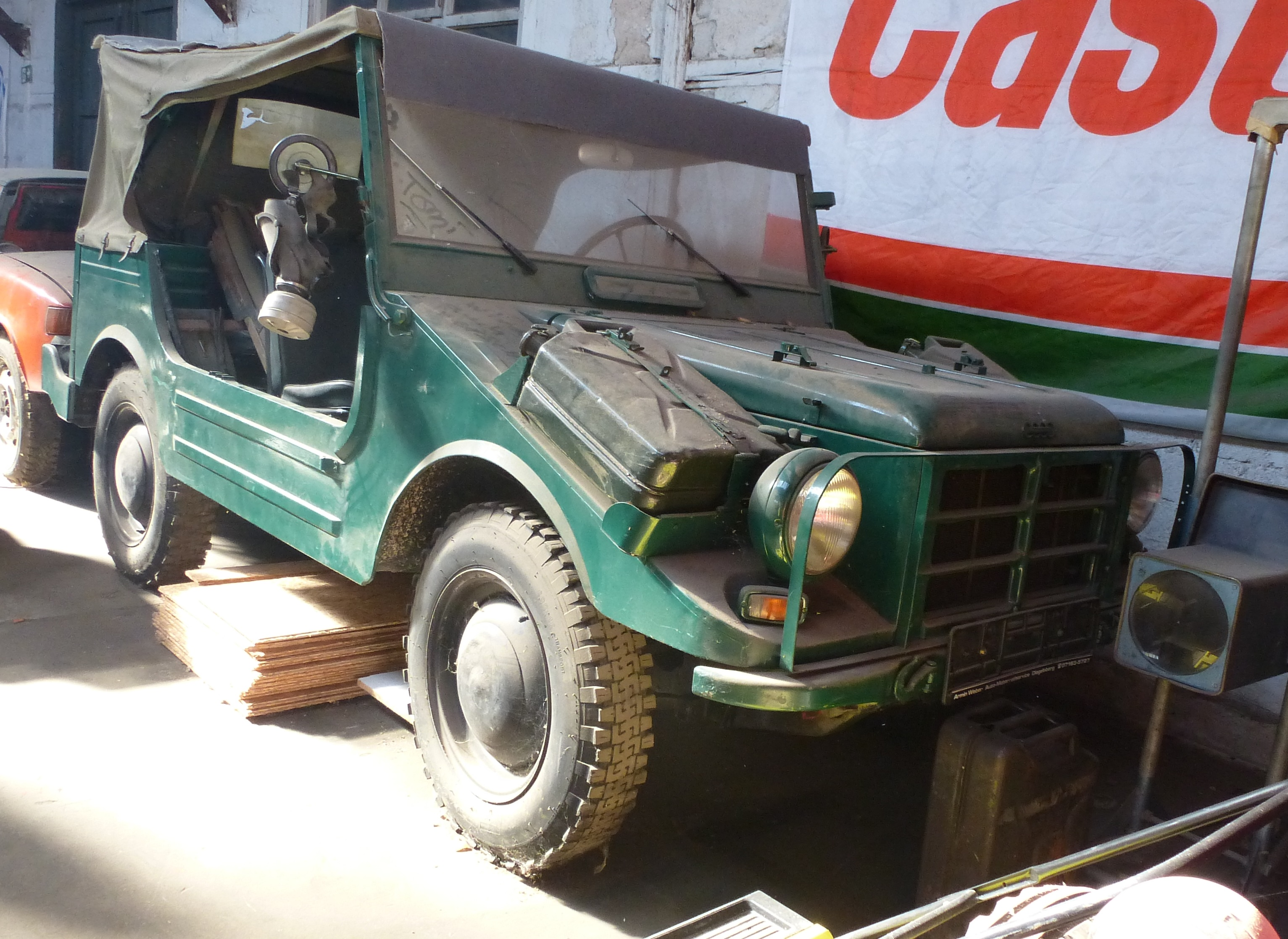
Auto Union Munga
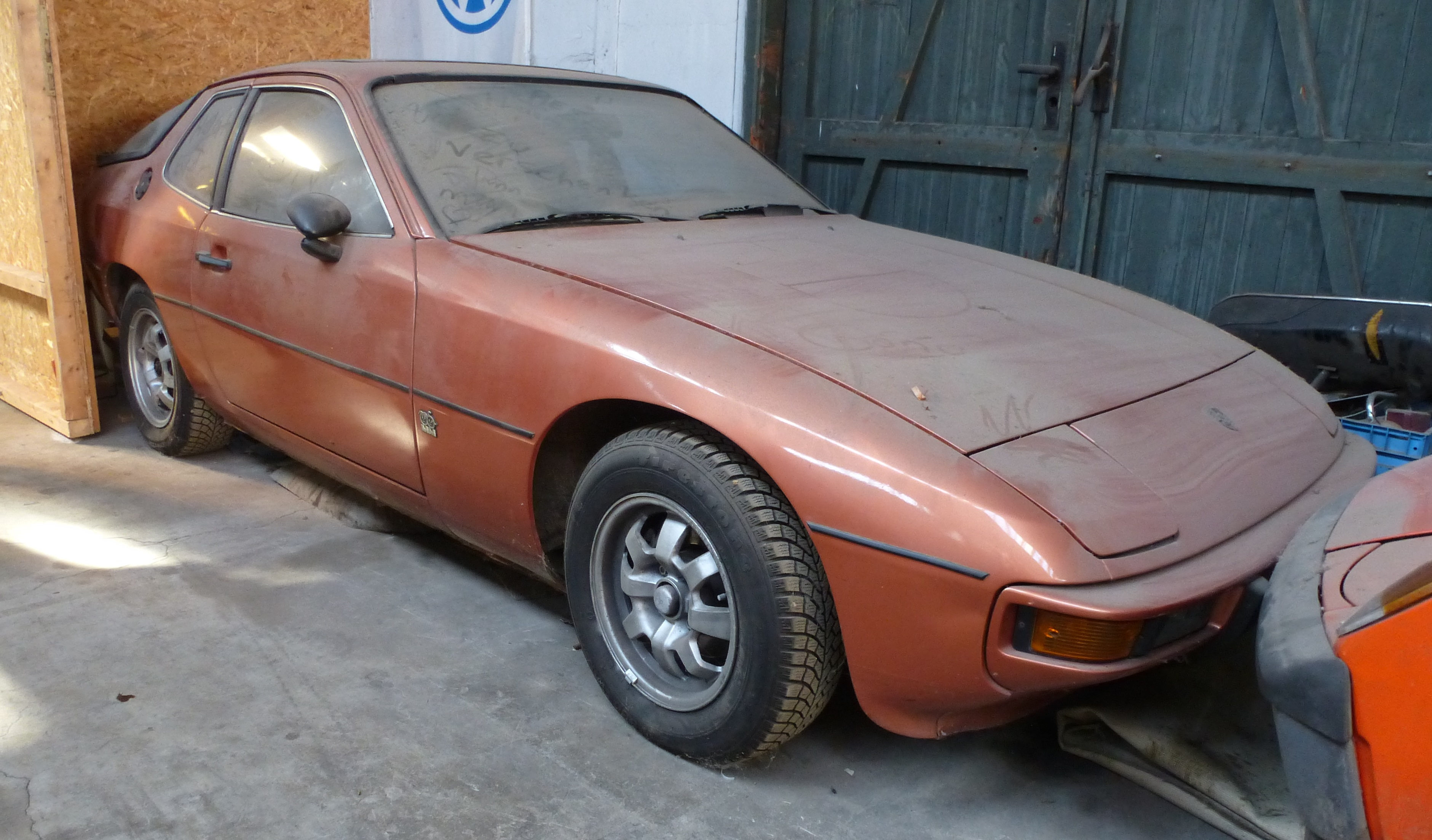
Porsche 924
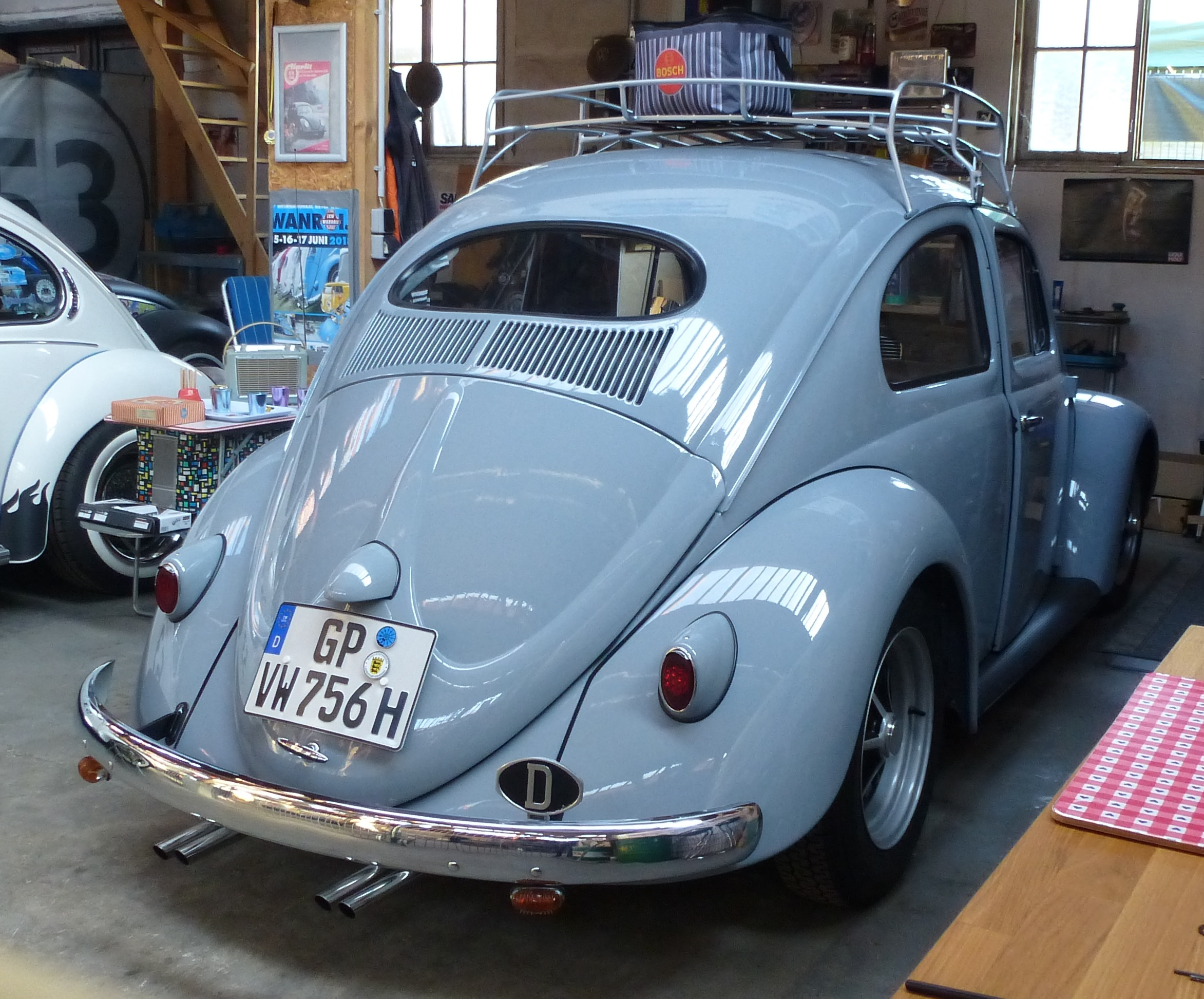
VW Käfer 1200 Standard von 1956
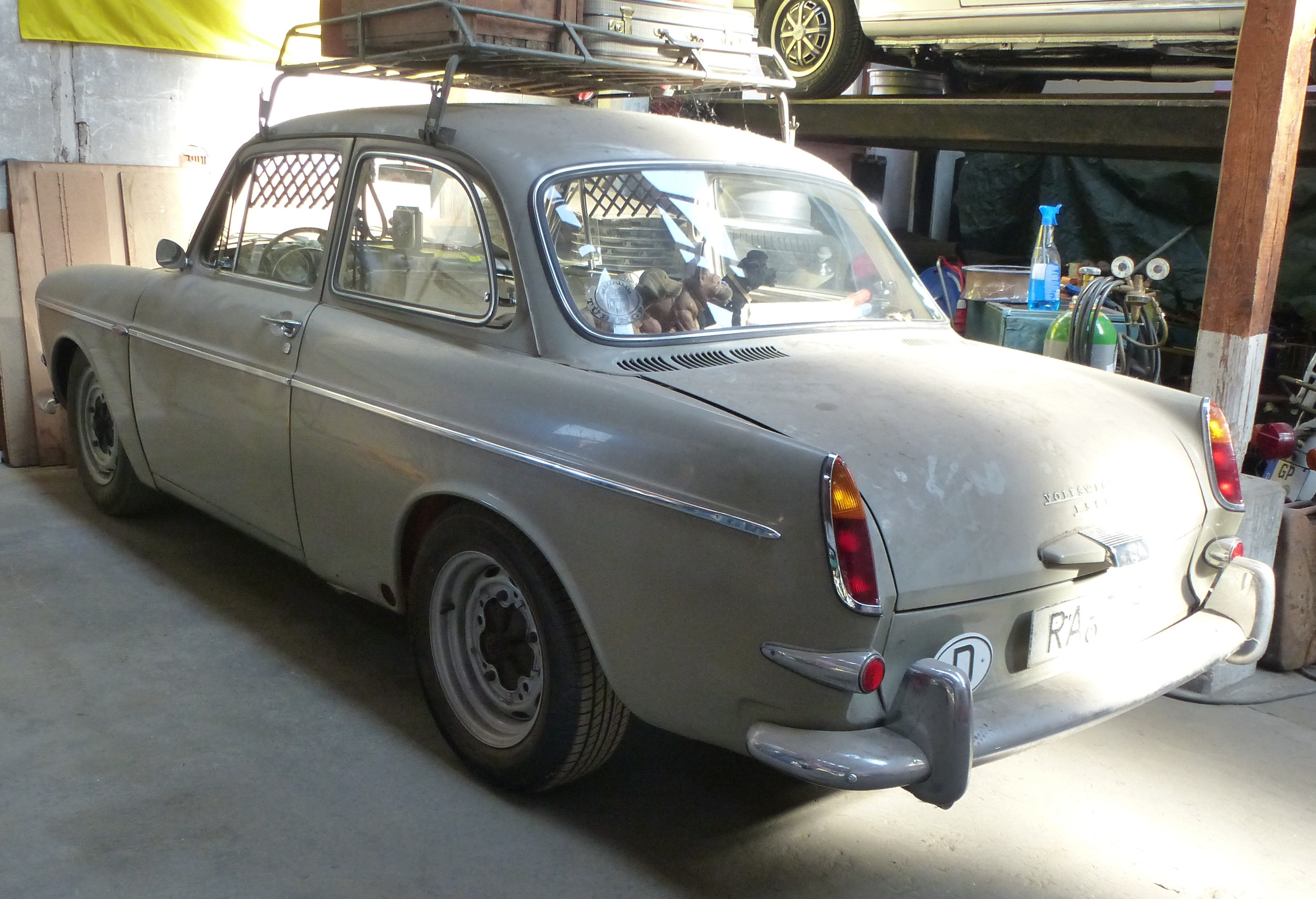
VW 1500
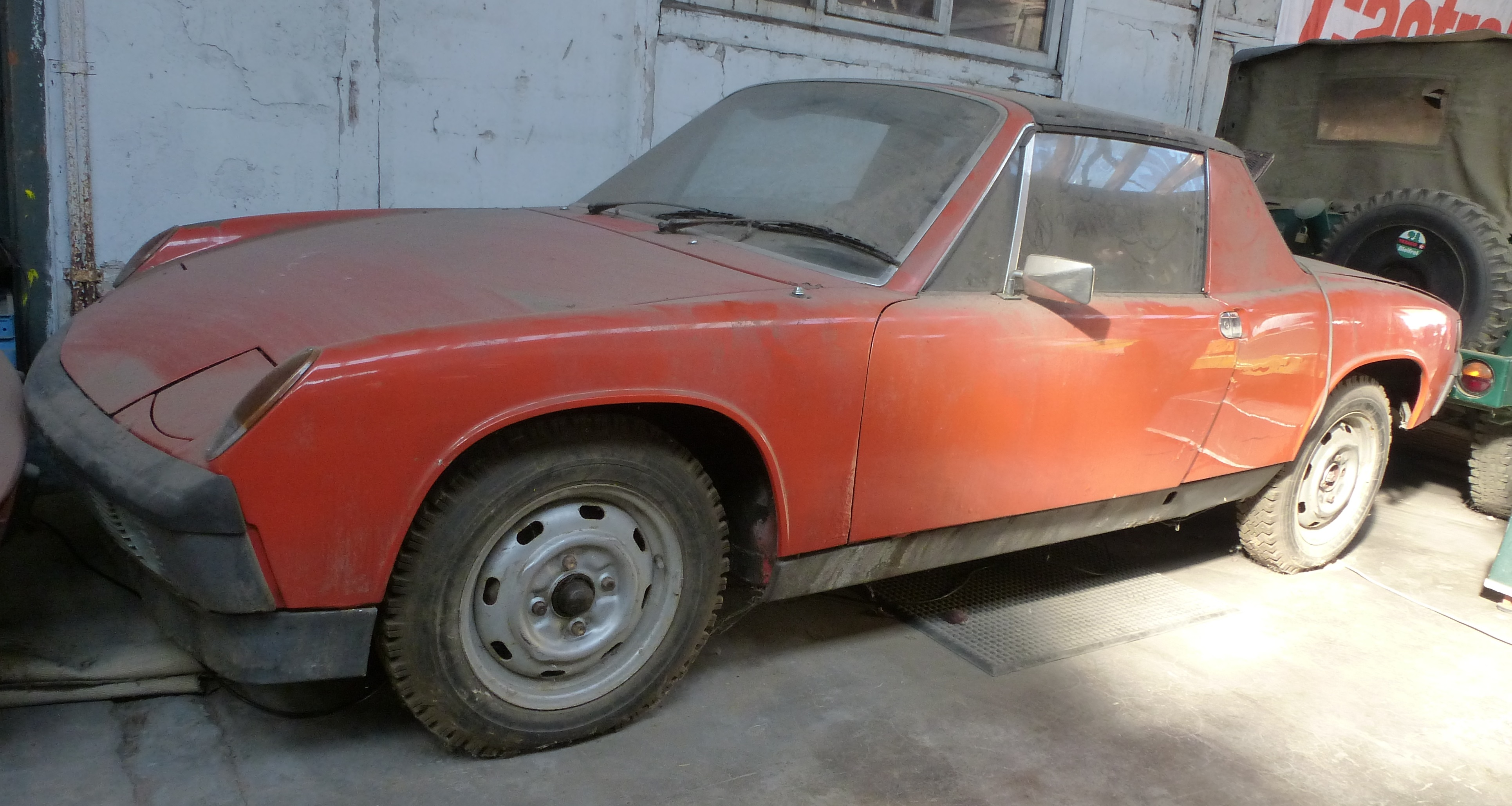
VW-Porsche 914